# Roger Courtois
Roger Courtois (Genf, 1912. május 30. – 1972. május 5.) svájci születésű, francia válogatott labdarúgó, edző.
A francia válogatott tagjaként részt vett az 1934-es és az 1938-as világbajnokságon.

## Sikerei, díjai

### Klub
- FC Sochaux-Montbéliard
  - Francia első osztály: 1934-35, 1937-38
  - Francia kupa: 1937
  - Francia másodosztály: 1946-47
- Lausanne Sports
  - Svájci első osztály: 1943-44
  - Svájci kupa: 1944

### Egyéni
- Francia első osztály gólkirálya: 1935-36, 1938-39